# 요한 슈트라우스 1세

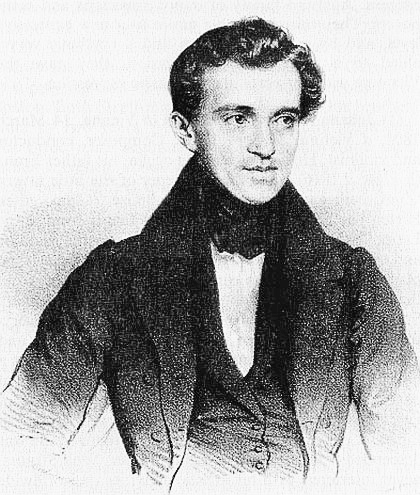
요한 슈트라우스 1세

요한 밥티스트 슈트라우스 1세(독일어: Johann Baptist Strauss I, 1804년 3월 14일 ~ 1849년 9월 25일)는 오스트리아의 작곡가이다. '왈츠의 왕'으로 불리는 같은 이름의 요한 슈트라우스 2세의 아버지이다.
1819년 요제프 라너와 4중주단을 만들었으나, 1825년에는 독자적 악단을 창설하고, 다음해에 최초의 왈츠를 발표하였다. 1833년, 1837년의 유럽여행에서 이름을 알렸다. 빈 풍의 왈츠 연주양식을 개척하여 폴카나 카드리유도 빈 적인 세련된 감각의 작품으로 만들었다. <안넨 폴카>, <라데츠키 행진곡> 등 외에 많은 춤곡을 작곡하였다. 빈풍의 춤곡의 기초를 만들었다.
누구에게나 다정한 느낌을 주고 모든 사람들로부터 사랑을 받으면서도 높은 예술성을 지닌 작품이 그와 그의 아들인 요한·요제프에 의하여 만들어졌다.
아들들에게 음악을 하지 못하게 했지만, 장남 요한 슈트라우스 2세는 그를 능가하는 왈츠 작곡가로 성장했다. 이에 그는 분노했고 말년에는 자신의 아들과 음악으로 경쟁을 해야만 했다.
1849년 9월 25일, 빈에서 연쇄상구균 감염에 의한 성홍열로 사망했다.